# Borststem
De borststem of borstregister is een manier van zingen waarbij men de borst kan voelen trillen. De stembanden hebben een langere sluitingsfase dan bij het gebruik van de kopstem. Hierdoor ontstaat meer volume en een steviger karakter. De borststem maakt, samen met de middenstem en de kopstem deel uit van het modaal stemregister. Bij mannen is dit deel van de stem vaak vanzelf het meest ontwikkeld omdat mannen veelal spreken met hun borststem, en bij stemvorming zal men hieruit vertrekken. Bij vrouwen lijkt dit proces vaak omgekeerd, zij hebben vaak een beter ontwikkelde kopstem. Dit lijkt met het populairder worden van moderne muziek (pop. rock, musical) een verouderd verschijnsel. Mannen en vrouwen hebben dezelfde opties qua borst- en kopstem. In pop, rock en musicals komt dit duidelijk naar voren.
Soms wordt er beweerd dat tenoren hun hoge noten in de borststem zingen. Uiteraard klopt dit niet, dit is namelijk fysiek onmogelijk.
De borststem en haar gemiddelde bereiken binnen de mannenstem :
- Bas: Lage mi (E2) tot de centrale do (C4)
- Bariton: Lage sol (G2) tot de hoge mi (E4)
- Tenor: Lage do (C3) tot de hoge sol (G4)

Hierna bevindt zich het passaggio en schakelt men over naar de kopstem, of wanneer deze ontwikkeld is, naar de middenstem.